# بيتر لوند
بيتر لوند (بالألمانية: Peter Lund)‏ هو كاتب ألماني، ولد في 30 ديسمبر 1965 في فلنسبورغ في ألمانيا.

## روابط خارجية
- بيتر لوند على موقع مونزينجر (الألمانية)